# حرف أرجواني
الحُرْف الأرجواني نوع نباتي يتبع جنس الحُرْف من الفصيلة الصليبية.